# 尤尼科伊縣 (田納西州)
尤尼科伊县（英語：Unicoi County）是美國田納西州東部的一個縣，東鄰北卡羅萊納州。面積483平方公里。根據美國2000年人口普查，共有人口17,667人。縣治歐文（Erwin）。
尤尼科伊县成立於1875年3月23日。縣名來自尤內卡山脈 （切羅基語言「白」的意思）。

## 地理
根据美国人口调查局数据尤尼科伊縣总面积483平方公里，其中482平方公里为陆地面积，1平方公里为水域面积，占总面积的0.19%。

### 周边县
- 華盛頓縣（北）
- 卡特县（东北）
- 米切尔县（东）
- 扬西县（南）
- 麥迪遜縣（西南）
- 格林縣（西）

## 人口
根据2000年的人口普查尤尼科伊縣有17,667名居民，分7,516个户，5,223个家庭，人口密度为每平方公里。其中97.96%为白人、0.07%为非裔美国人、0.25%为美洲土著人、0.08%为亚裔美国人、0.03%为太平洋土著人、0.95%为其它人中、0.66%为混血儿。1.94%的人为西班牙裔和其它拉丁美洲裔的人。

尤尼科伊縣人口结构

市内的7516个户中有26.6%有18岁以下的未成年人、56.4%是结婚夫妇、9.5%是带孩子的单身妇女、30.5%不是家庭、27.5%是单身汉、13.4%有65岁以上的老年人。平均每户2.31人、每个家庭2.8人。
县内的人口密度为20.5%在18岁以下、7.5%在18至24岁之间、27.5%在25至44岁之间、26.5%在45至64岁之间、18.1%在65岁以上。平均年龄为42岁。女子对男子的性别比为100：95.1。成年人的性别比为100：91.6。
尤尼科伊縣每户的平均年收入为29,863美元，家庭的平均年收入为36,871美元。男子的平均年收入为30,206美元，女子的平均年收入为20,379美元。人均年收入为15,612美元。8.7%的家庭和13.1%的居民生活在贫困线以下，其中包括17.7%的未成年人和13.5%的老年人。